# Erik Albæk
Erik Albæk (født 1. februar 1955 i Terndrup) er dansk professor i journalistik og statskundskab. 
Han blev kandidat i statskundskab fra Aarhus Universitet i 1982 og ph.d. samme sted i 1988. Han har været gæsteforsker ved MIT og Harvard University og gæsteprofessor ved Vilnius Universitet, Potsdam Universitet og Amsterdam Universitet.
Erik Albæk har været ansat som lektor ved Aarhus Universitet, som professor ved Aalborg Universitet og siden 2005 som professor ved Center for Journalistik ved Syddansk Universitet. Han har været formand for Forskningsrådet for Samfund og Erhverv og for Nordisk Statskundskabsforbund.
Han modtog i 2009 Litauens Millenium Star Award for sit arbejde for at styrke samarbejdet mellem litauiske og danske undervisnings- og forskningsmiljøer. I 2016 modtog han The Goldsmith Book Prize for bogen Political Journalism in Comparative Perspective.
Hans forskningsområder er primært journalistik og politisk kommunikation.

## Udvalgt bibliografi
- Erik Albæk; David Nicolas Hopmann; Claes H. de Vreese (2010), Kunsten at holde balancen, University of Southern Denmark Studies in History and Social Sciences, Syddansk Universitetsforlag, ISBN 978-87-7674-506-6, OL 45311465M, Wikidata  Q108662887